# 四暗刻
四暗刻（スーアンコウ）とは、麻雀における役のひとつ。役満。暗刻を4つ作って和了した時に成立する。門前役。暗槓を含んでもよい。

## 概要
対々和、三暗刻の上位役であるが、対々和が明刻か暗刻かを問わないのに対し、四暗刻は4面子全てを暗刻にしなくてはならず、必然的に門前となる。多くの役満が牌種を限定するのに対し、四暗刻は牌種を限定しない。そのため、役満の中では比較的出現しやすく、大三元や国士無双とともに、初心者が最初に目撃する役満のひとつである。（確率上は役満の中では最も出現しやすい。）また、大三元は副露によって、国士無双は捨て牌によって警戒されやすいが、四暗刻は副露ができず、捨て牌も偏りにくいため、警戒されにくい。
和了りの方法は、シャンポン待ちでのツモ和か、単騎待ちに限定される。シャンポン待ちでロンした場合は、和了り牌の刻子が明刻となり、満貫（三暗刻＋対々和で4翻、44符の切り上げで50符）が確定するに留まる。（コンピューター麻雀では、自動和了をオンにしないよう注意。）単騎待ちの場合は手牌に4つの暗刻があるため、ツモ・ロンにかかわらず役満となる。また、難易度の高さから、単騎待ちの四暗刻を「四暗刻単騎」としてダブル役満にするルールもあるが、こんにちのプロ団体やフリー雀荘では採用していないところがほとんどである。
役満となる役の多くが対々和の形になりやすい、あるいは必ずその形になるため、理論上は国士無双と九連宝燈を除く様々な役満と複合可能である。また、上記のように喑槓を含んでいても認められるため、四槓子を全て喑槓で構成した場合は自動的に四暗刻単騎も同時に和了できる。しかし現実的には、難易度の高い役満を門前で成立させることが必要となるため、四暗刻が他の役満と複合するのは極めて稀である。

## 牌姿の例
（例）シャンポン待ちの場合
このようなシャンポン待ちは「ツモり四暗刻」「ツモスー」と呼ばれる。かをツモれば四暗刻となるが、ロン和では単なる対々和・三暗刻となり、四暗刻にならない。
ツモスーの聴牌が入った場合、相手をおろすためにリーチを打つことが多い。相手が回ったり降りたりしている隙にツモあがりしてしまおうという戦略だが、出あがりとなった場合でも、ドラや裏ドラの乗り方次第では軽く倍満クラスの得点となる。実戦における四暗刻は殆どがこの形である。
（例）注意を要するシャンポン待ち
かをツモれば四暗刻になるが、この形はも待ちになっている。ダマテンの状態ならを引いても（和了を拒否して）暗槓できるが、リーチを掛けるとの暗槓ができなくなる。この形でリーチを掛けてを暗槓した場合、やをツモっても出あがりしても流局してもチョンボになってしまう。
リーチ後の暗槓については立直#立直後の暗槓が認められないケースを参照のこと。なお、メンツ構成の変わらないとはリーチ後でも暗槓可である。

## 四暗刻単騎
（例）確定単騎

このような単騎待ちの四暗刻は「四暗刻単騎」「四暗刻単騎待ち」「スッタン」と呼ばれる。待ち牌はだけだが、ツモ・ロンにかかわらず四暗刻が成立する。また、前述のとおり四暗刻単騎をダブル役満とすることもある。ただし、純粋な単騎待ちのみや、単騎待ちにした上でツモ和了する必要があるなど、古いルールでは定義にバラつきが見られることもある（かつては単騎待ちのみが役満扱いだった）。
いずれにせよ、四暗刻単騎の点数をどうするかは基本的には取り決め次第である。しかし、インフレ化の行き過ぎを嫌うルールではシャンポン待ちのケースと区別せず、通常の役満として扱う傾向が見られる。天鳳やセガネットワーク対戦麻雀MJ4では、和了役としては通常のツモり四暗刻と区別しているが、点数的には通常の役満と同じである。麻雀格闘倶楽部や雀魂ではダブル役満として扱われている。
（例）注意を要する単騎待ち
このケースのように待ち牌が2種類以上ある場合は、なら四暗刻となるが、では三暗刻のみとなる。特に同巡内フリテンには注意すべきで、安目のを見逃した同巡内は、高目のが出てもロンできない。四暗刻でしかあがるつもりがないのであれば、四暗刻が確定する単騎に受け変えておいたほうが良い。また、下図のように、
このように一筒を暗槓すると、安目の待ちが消えて四暗刻単騎が確定する。受け変える前に4枚目の一筒を自模った場合には有効な手段である。ただし暗槓によって待ちが変わるため、立直をかけている時にこれを行うとチョンボになってしまう。四暗刻単騎を確定させたい時には、不確定の待ちのまま立直をかけるのは得策ではない。さらに、四暗刻単騎自体が確定しているこの牌姿でも、役満が確定していて、立直をする意味はほぼないため、一部の例外を除き、立直をすることは得策とはいえないため、四暗刻単騎で立直がかかることはほとんどない。

## 特記事項
漫画『じゃりン子チエ』には、登場人物のカルメラ兄弟が「香港では（四暗刻は）役がつかない」と語るシーンがある（『じゃりン子チエ』単行本第5巻181-182ページ）。現在では香港式ルールでも四暗刻を役として認めている。